# Restless Breed
Restless Breed —en español: Raza inquieta— es el cuarto álbum de estudio de la banda estadounidense de heavy metal Riot y fue publicado en formato de disco de vinilo y casete por Elektra Records en 1982. Fue relanzado en 1997 y 2007 por la discográfica High Vaultage Records en Europa y en 1999 por Metal Blade Records en EE. UU.

## Grabación y publicación
Este disco fue grabado a principios de 1982 en los estudios de grabación Greene St. Recording, ubicados en la ciudad de Nueva York, Nueva York, Estados Unidos. El vocalista Rhett Forrester sustituyó a Guy Speranza y Forrester grabó las voces en todas las pistas del álbum. Restless Breed fue lanzado en mayo de 1982.

## Recepción del álbum
A diferencia de Fire Down Under, esta producción musical no consiguió entrar en los listados de popularidad estadounidenses. Pero, sorpresivamente la canción «Showdown» se posicionó en el 35.º lugar del Mainstream Rock Tracks de Billboard en 1982.

## Crítica
Jason Anderson de Allmusic —quién había revisado los dos álbumes anteriores de Riot— le otorgó una calificación de 2.5 estrellas de cinco posibles a este álbum y mencionó en su crítica que «debido a los constantes cambios de alineación en la banda que realizaba el líder y guitarrista de Riot Mark Reale, terminaron por afectarle al grupo y eso se notó en Restless Breed».  Comentó que aunque Rhett Forrester demostró tener un buen rango e intensidad de voz, se extrañó el canto y composición de Guy Speranza. Anderson también dijo que «Riot cambió en cuanto a calidad y estilo se refiere y que adoptaron un estilo más rápido y melódico, parecido al thrash metal que todavía no se daba a conocer en ese entonces». Criticó además a los miembros de la banda añadiendo que «Forrester no era exactamente un David Coverdale y que sus compañeros no tocaban como Thin Lizzy, Bad Company o Whitesnake y que Riot sin Speranza perdió su enfoque y personalidad».

## Reediciones
En 1997, 1999 y 2011 se relanzó Restless Breed. Las reediciones de 1997 y 2007 realizadas por High Vaultage Records numeraba los temas originales de Restless Breed y los del EP Riot Live, lanzado meses después que el primero.  En tanto, en 1999 fue republicado Restless Breed por Metal Blade Records en los E.U.A. y dicha edición incluía solamente los temas de la publicación original.

## Lista de canciones

### Versión original de 1982 y reedición de 1999

#### Cara A
| Side one |                                             |                                                                          |                       |          |  |
| N.º      | Título                                      | Escritor(es)                                                             | Traducción al español | Duración |  |
| 1.       | «Hard Lovin' Man»                           | Rhett Forrester / Doug Solomone                                          | «Hombre muy cariñoso» | 2:48     |  |
| 2.       | «C.I.A.»                                    | Rhett Forrester                                                          | «C.I.A.»              | 3:43     |  |
| 3.       | «Restless Breed»                            | Mark Reale                                                               | «Raza inquieta»       | 5:11     |  |
| 4.       | «When I Was Young» (versión de The Animals) | Eric Burdon / Vic Briggs / John Weider / Barry Jenkins / Danny McCullogh | «Cuando era joven»    | 3:25     |  |
| 5.       | «Loanshark»                                 | Reale / Forrester / Kip Leming                                           | «Usurero»             | 4:10     |  |

#### Cara B
| Side one |                  |                     |                       |          |  |
| N.º      | Título           | Escritor(es)        | Traducción al español | Duración |  |
| 6.       | «Loved by You»   | Rick Ventura        | «Amado por ti»        | 5:37     |  |
| 7.       | «Over to You»    | Rick Ventura        | «A ti»                | 3:42     |  |
| 8.       | «Showdown»       | Mark Reale          | «Confrontación»       | 3:49     |  |
| 9.       | «Dream Away»     | Rick Ventura        | «Sueña»               | 3:43     |  |
| 10.      | «Violent Crimes» | Forrester / Ventura | «Crímenes violentos»  | 4:32     |  |
| 38:38    |                  |                     |                       |          |  |

### Reedición de 1997 y 2007
| Side one |                      |                            |                       |          |  |
| N.º      | Título               | Escritor(es)               | Traducción al español | Duración |  |
| 11.      | «Hard Lovin' Man»    | Forrester / Solomone       | «Hombre muy cariñoso» | 3:09     |  |
| 12.      | «Showdown»           | Mark Reale                 | «Confrontación»       | 4:30     |  |
| 13.      | «Love by You»        | Rick Ventura               | «Amado por ti»        | 8:02     |  |
| 14.      | «Loanshark»          | Reale / Forrester / Leming | «Usurero»             | 5:27     |  |
| 15.      | «Restless Breed»     | Mark Reale                 | «Raza inquieta»       | 5:11     |  |
| 16.      | «Swords and Tequila» | Reale / Guy Speranza       | «Espadas y tequila»   | 3:57     |  |
| 68:54    |                      |                            |                       |          |  |

## Créditos

### Riot
- Rhett Forrester — voz principal, coros y armónica
- Mark Reale — guitarra
- Rick Ventura — guitarra
- Kip Leming — bajo
- Sandy Slavin — batería

### Personal de producción
- Steve Loeb — productor
- Billy Arnell — productor
- Rod Hui — ingeniero de audio
- Frank Schilingo — ingeniero asistente
- Howie Weinberg — masterización
- Steve Weiss — concepto original
- Mick Rock — fotógrafo

## Listas

### Sencillos
| Año  | País           | Lista                            | Posición máxima |
| ---- | -------------- | -------------------------------- | --------------- |
| 1982 | Estados Unidos | Billboard Mainstream Rock Tracks | 35.º            |